# Oppo Find X3
Die OPPO-Find-X3-Serie ist eine Smartphone-Modellreihe des chinesischen Herstellers Oppo Electronics. Zur Serie gehören das Flaggschiff-Modell OPPO Find X3 Pro, das OPPO Find X3 Neo und das Oppo Find X3 Lite. Sie wurden am 10. März 2021 vorgestellt, waren am 18. März vorbestellbar und sind seit dem 1. April im Handel erhältlich.

## Design

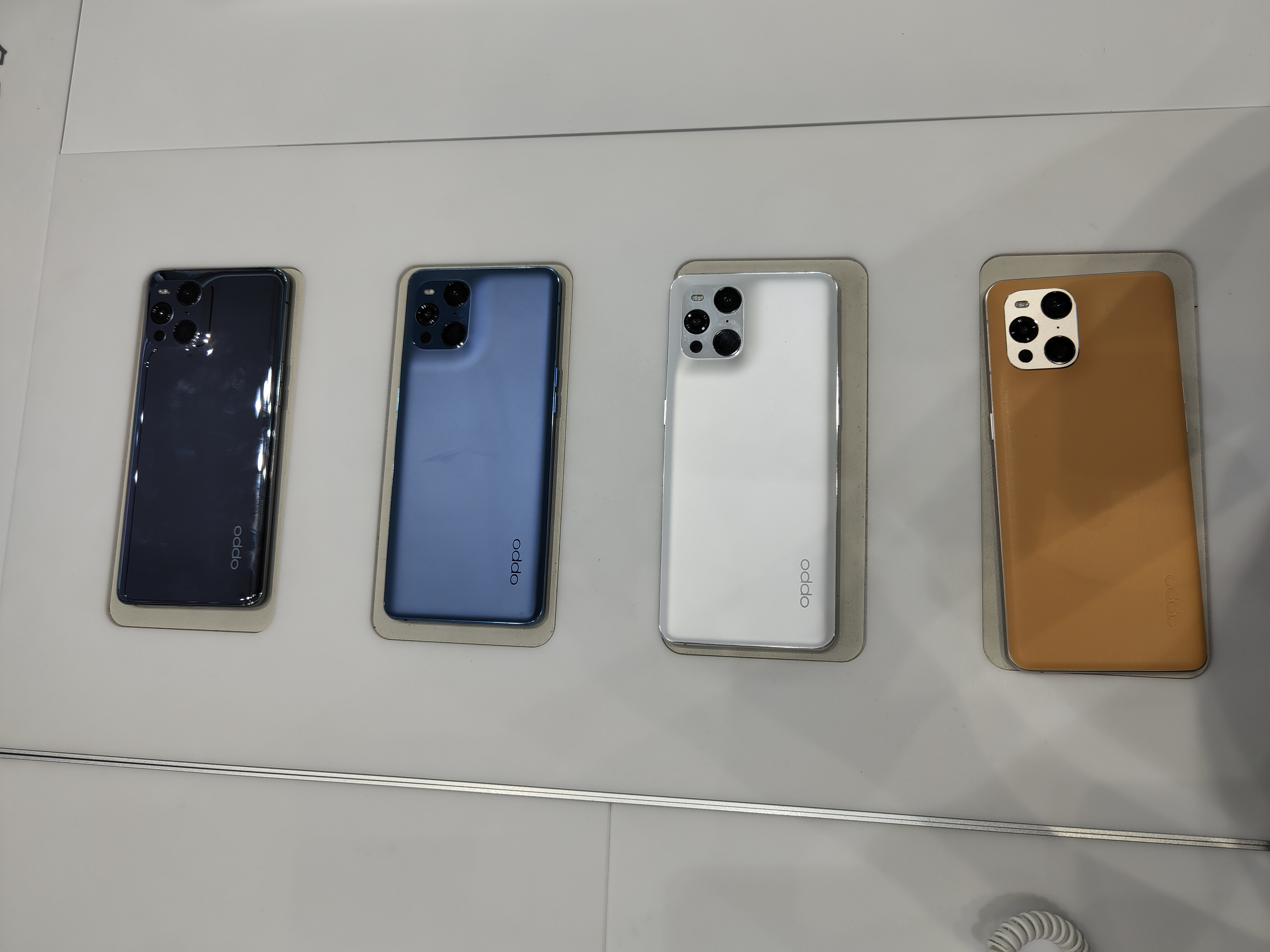
Verschiedene Varianten des Find X3 Pro

Das Oppo Find X3 Pro verfügt je nach Farbwahl über eine matte Glasrückseite und besitzt abgerundete Ränder, sowohl an der Rückseite als auch am Display. Eine Besonderheit ist, dass das Kameraelement nicht nur auf die Rückseite aufgesetzt ist wie vielen anderen Herstellern üblich, sondern dass es quasi direkt aus der Rückseite herauskommt. Dies wurde dadurch ermöglicht, dass Oppo für das Kameraelement das Glas der Rückseite an dieser Stelle biegt. Ein derartiger Produktionsvorgang dauert 48 Stunden.
Das Oppo Find X3 Pro ist in Europa in den Farben Schwarz und Blau erhältlich. Auf dem chinesischen Markt wird zudem auch eine Rückseite aus Kunstleder angeboten.
Das Oppo Find X3 Neo ist erhältlich in den Farben Schwarz und Silber; die silberne Farbe ist hierbei sehr hell und schillernd. Ebenfalls wie beim Pro-Modell ist die Rückseite aus Glas, die hier jedoch bei jeder Farbwahl matt ist. Die Ränder sind auch hier sowohl an der Rückseite als auch am Display abgerundet.
Das Oppo Find X3 Lite ist in den gleichen Farben erhältlich wie das Find X2 Neo, wobei hier auch noch eine blaue Variante angeboten wird. Die Rückseite besteht beim Find X3 Lite allerdings aus Kunststoff. Auch ist hier das Display nicht wie bei den zwei teureren Modellen abgerundet, sondern flach.

## Technische Daten

### Software
Alle Geräte der Oppo-Find-X3-Serie erscheinen mit Android 11 und Oppos Benutzeroberfläche ColorOS. Oppo garantiert zwei Jahre Softwareupdates und drei Jahre Sicherheitsupdates.

### Prozessor und Leistung
Als Prozessor kommt beim Find X3 Pro der neue Qualcomm Snapdragon 888 zum Einsatz, beim Find X3 Neo der Qualcomm Snapdragon 865, also der Flaggschiffprozessor aus dem Jahr 2020. Beim Find X3 Lite verbaut Oppo den Qualcomm Snapdragon 765.

### Kamera
Bei der Kamera des Find X3 Pro legt Oppo den Fokus nicht wie die meisten anderen Hersteller auf den Zoom, sondern auf den Ultraweitwinkel, der im Gegensatz zum Vorgänger deutlich verbessert wurde. Oppo verbaut für die Verbesserung des Ultraweit-Objektivs hier den gleichen Sensor wie bei der Hauptkamera, wodurch auch die Farbabstimmung zwischen den beiden Objektiven sehr weit angeglichen werden konnte. Dazu hatte Oppo eine Umfrage durchgeführt, mit dem Ergebnis, dass die Befragten den Ultraweitwinkel mehr benutzen als den Zoom. Die andere Besonderheit ist die sogenannte Mikroskopkamera, die nahezu mikroskopische Aufnahmen ermöglicht. Hierfür verbaute Oppo einen Lichtring um das Objektiv herum.

### Display
Dass Oppo Find X3 verfügt über ein OLED-Display mit einer Bildwiederholrate von 120 Hertz. Das Find X3 Neo und Lite haben ebenfalls OLED-Displays, hier aber mit einer Bildwiederholrate von 90 Hertz.

### Akku
Oppo Find X3 Pro und Neo besitzen einen 4500 mAh großen Akku. Beim Oppo Find X3 Lite ist der Akku 4300 mAh groß.
Dank der Schnellladefunktion SuperVOOC 2.0 ermöglicht Oppo ein komplettes Aufladen der Geräte in 38 Minuten. Anders als noch beim Oppo Find X2 Pro bietet Oppo beim Find X3 Pro jetzt auch kabelloses Aufladen an. Durch AirVOOC wird das Gerät mit 30 Watt innerhalb von 80 Minuten vollständig geladen. Diese Funktion bleibt aber dem Topmodell vorbehalten.

### Sonstiges
Entsperrt können alle Geräte durch einen optischen Fingerabdrucksensor unter dem Display werden; es gibt außerdem die Möglichkeit einer Gesichtserkennung. Alle Geräte verfügen über den Mobilfunkstandard 5G. Oppo Find X3 Pro und Neo verfügen über Wi-Fi 6 und Bluetooth 5.2, das Lite über Wi-Fi 5 und Bluetooth 5.1.